# Ördögi denevér (film, 1940)
Az Ördögi denevér (eredeti cím: The Devil Bat) 1940-es amerikai fekete-fehér thriller Lugosi Béla főszereplésével.

## Cselekmény
Dr. Paul Carruthers (Lugosi Béla), a Heathville nevű kisváros vegyésze és orvosa 5000 dollár prémiumot kap a munkaadóitól a vállalatnak nyújtott hozzájárulásáért, ami csekélység ahhoz képest, hogy a vállalat egymillió dolláros bevételt szerzett a munkájával. (A munkaadói azzal érvelnek, hogy a cég történetének korai szakaszában kivásárlási ajánlatot fogadott el ahelyett, hogy megtartotta volna a partneri részesedését). Carruthers elkeseredetten és megsértődve bosszút akar állni, és kifejleszt egy rendszert, amelyben közönséges denevéreket hatalmasra nagyít, és arra neveli őket, hogy vonzódjanak egy új, csípős aftershave-hez, amelyet éppen tesztel. A testápolót ügyesen „teszttermékként” osztogatja ellenségei között.
Miután azok kipróbálták a testápolót, a vegyész éjszaka szabadon engedi az ördögdenevéreket, amik célba veszik a cég tulajdonosainak családjait. A denevéreknek sikerül megtámadniuk és megölniük az egyik tulajdonost és két fiát. A Chicago Register újság forrófejű riporterét, Johnny Laytont a szerkesztője megbízza, hogy tudósítson a gyilkosságokról és segítsen felderíteni azokat. Ő és a kétbalkezes fotós, „One-Shot” McGuire komikus mellékszálakkal kezdik felgöngyölíteni a rejtélyt.
A csúcsjelenetben Layton egy mintát dob Carruthersre az aftershave-ből, aminek hatására a denevér megtámadja és megöli saját gazdáját. Mary, családja utolsó túlélő tagja Johnny karjaiba rohan.

## Szereplők
- Lugosi Béla – Dr. Paul Carruthers
- Suzanne Kaaren – Mary Heath
- Dave O'Brien – Johnny Layton
- Guy Usher – Henry Morton
- Yolande Donlan – Maxine

## Fordítás
- Ez a szócikk részben vagy egészben  a   The Devil Bat című angol Wikipédia-szócikk fordításán alapul.  Az eredeti cikk szerkesztőit annak laptörténete sorolja fel. Ez a jelzés csupán a megfogalmazás eredetét és a szerzői jogokat jelzi, nem szolgál a cikkben szereplő információk forrásmegjelöléseként.